# Padobransko jedrenje
Padobransko jedrenje (ili kraće Parajedriličarstvo) ili Paraglajding jedan je od zrakoplovnih športova. To je natjecateljski i rekreativni šport. Jedrilica se naziva parajedrilica (paraglider), a pilot/letač parajedriličar.

## Povijest
Padobransko jedrenje spada u ekstremne športove i nastao je u Francuskoj krajem 1970-ih i početkom 1980-ih godina. Nastao je tako što su planinari i alpinisti tražili najjednostavniji i najlakši način za spuštanje u dolinu nakon teških uspona.
Jedrenje padobranom (paraglajderom) jedan je od najmlađih zrakoplovnih športova i jedan od najlakših i najjednostavnijih načina ostvarenja sna o letenju. Ovaj šport se intenzivno razvija i širi u posljednjih petnaestak godina i sve više uzima maha u športskom zrakoplovstvu. Osnovni razlog ovome je taj što ovaj šport ne zahtijeva prevelika financijska sredstva. Ta pristupačnost je laka i brza je mogućnost samostalnog polijetanja, ali zato i veliki rizik. Polijetanje bez kvalitetne teoretske pripreme i praktičnog uvježbavanja, pod kontrolom instruktora, velika je šansa za nesreću. Zbog male brzine leta, svaka promjena brzine vjetra i turbulencija, mogu ugroziti sigurnost. Zato je dugotrajno i sistematsko uvježbavanje jedini način da se doživi i dugo uživa u jedrenju padobranom.

## Oprema
Oprema za jedrenje padobranom je sljedeća:
- Padobran za jedrenje (Krilo)
- sjedište i sustav za povezivanje (sustav)
- pričuvni padobran (pričuva)
- zaštitna kapa (kaciga)
- zaštitna obuća, rukavice i odjeća
- oprema za vezu i navigaciju.

Krilo je upravljiv padobran izduženo-elipsastog oblika. Sastavljeno je iz gornjeg i donjeg sloja tankog nepropusnog materijala, između koga se nalazi prostor podijeljen na komore. Veličina komore i njihov broj zavise od vrste krila. Osnovno uvježavanje počinje na stabilnim i samonamjestivim krilima, s malim brojem debelih komora, koje ometaju veliku brzinu leta. Za velike brzine jedrenja i natjecanja se koriste krila s velikim brojem tankih (aerodinamičnih) komora, ali i zahtjevnija na održavanje stabilnog leta. Upravljivost postiže povlačenjem, savijanjem izaznih ivica padobrana, zapovjednim užadima (naredbama). Povlačenjem jedne ili obje naredbe dolazi do savijanja zadnjeg dijela krila i tako mijenja otpor i uzgon jedne, ili obje strane. Kao u svakom letenju, i pri jedrenju padobranom je važno znati minimalnu brzinu upravljivog leta, prije sloma uzgona (stolinga).
Krilo je napravljeno od materijala čija propusnost na plinove treba biti što manja. Propustljivost se mjeri porozimetrom. UV sunčevo zračenje štetno djeluje na materijal krila i zato mu je životni vijek oko 200 do 300 sati. Poslije tog vremena, poroznost se povećava, nosivost i brzina smanjuju i rizik od narušavanja pravinog oblika povećava, pritisak u komorama između slojeva Gornjaka i Donjaka smanjuje, pa se rizik leta na starim krilima povećava. Takva dotrajala krila se obično koriste za vježbu na livadi i blagoj padini, bez uvjeta za polijetanje.
Sustav veza se koristi za smještaj pilota. On je tako konstruiran kako bi pilot bio siguran i osjećao se ugodno. Generalno veličine je jedne stolice skrojen od sintetičkih materijala, posjeduje protektore za zaštitu pilota u slučaju pada i džepove za smještaj stvari. Postoje različiti sustavi ovisno od namjene paraglajdera kao npr. akro sistemi (za akrobatsko letenje), sistemi za prelete (aerodinamičniji su, veći, pilot je u ležećem položaju), sistemi za planinsko letenje (manji su i lakši) i standardni sistemi.
Pričuvni padobran služi za samospašavanje pilota kada je u opasnosti. Najčešće je oblika kupole površine od 22 četvorna metra, a može i više, ovisno od težine pilota. Pričuvni padobran vješa se za sustav.
Zaštitna oprema se koristi pri zaštiti pilota od udaraca, hladnoće, vjetra i UV zračenja. U nju spadaju kaciga, odjeća, obuća i razne kreme. Pilot mora biti dobro opskrbljen za svaki let jer on može potrajati i nekoliko sati. Kaciga je sastavni dio opreme i pilot ne smije započinjati let niti se navezivati na krilo bez kacige. Kaciga može biti od vrste koja štiti samo tjeme, potiljak i sljepoočnice, a može imati i dodatak koji ide preko brade tako da štiti i lice. Odjeća za padobransko jedrenje mora štititi od ozljeda, vjetra i hladnoće, ali i dozvoljavati tijelu disanje kako ne bi došlo do nepotrebnog znojenja. Najistureniji dijelovi tijela pri hladnoći i vjetru su lice, koljena i ruke. Zato je potrebno imati odgovarajuću potkape, rukavice i štitnike za koljena. Najpovoljniji su vindstoperi koji se izrađuju od goreteksa. Odjeća može biti dvodjelna ili jednodjelna kao što su kombinezoni. Naravno u ljetnim uvjetima i malim visinama nije potrebno nosti toliku odjeću. Treba znati kako temperatura opada za 5-6 stupnjeva celzijusovih s porastom visine od 1000 metara. Obuća u padobranskom jedrenju jako je bitna i osim što štiti od hladnoće ima ulogu zaštite od ozljeđivanja. Za tu priliku najbolje su dublje planinske cipele koje štite skočni zglob od prebrzog prizemljenja i zgodne su za kretanje po neravnom terenu. Pošto se UV zračenje povećava za 30% na svakih 1000 metara neophodno je nositi prikladne zaštitne naočale i kremu. Pored ove zaštitne opreme dobro je ponijeti prvi zavoj, vode i malo hrane kao pomoć u slučaju prinudnog slijetanja na nepoznat teren.
Oprema za vezu i navigaciju. U nju spada prijenosna ručna radiostanica koja služi za uspostavljanje veze s rukovoditeljem letenja, ostalim pilotima i ona spada u sastavni dio opreme bez koje se ne polijeće. Dodatna oprema su uređaj za mjerenje visine (variometar) posebno prilagođen za letače paraglajdera i globalni pozicijski sustav GPS također prilagođen primjeni na ovoj letjelici.

## Strah
Svi ljudi imaju strah od visine, što je prirodno kao i svaki strah od nepoznatog. Iskusni piloti dožive strah tijekom leta kada uvjeti za letenje nisu povoljni. U početku je strah mnogo jači i intenzivniji, ali vremenom s porastom vještine, strah se smanjuje, a uživanje raste u ljepoti slobodnog letenja. Želja za letenjem je uvijek jača od straha. Strah je veliki prijatelj svakog pilota jer ga sprječava pri pomicanju granice leta izvan trenutačne mogućnosti i vještine.

## Let
U ovom sportu se ne iskače iz zrakoplova. Potrebna oprema se lako pakira u jedan ruksak (oko 15kg težine), a potreban je neki oblik prijevoza do najbližeg prikladnog brda. Kada se pronađe odgovarajuća lokacija, potrebno je manje od deset minuta za pripremu. Nakon nekoliko koraka zaleta duž padine brda i uz povoljna strujanja zraka može se poletjeti odmah. Prednost športa je ta što nema potrebe za zračnom lukom ili bilo kakvom drugom skupom infrastrukturom. Jedriličar odlučuje gdje i kada će poletjeti. Za slijetanje početnika je potrebna livada a iskusnim jedriličarima dovoljna je i površina promjera pola metra.

## Visina i dužina leta
Visina i dužina leta ovise od vremenskih uvjeta, ali je moguće ostati u zraku nekoliko sati, popeti se nekoliko tisuća metara u visinu i preletjeti nekoliko stotina kilometara. Svjetski rekord u preletu od jedne do druge točke preko 400km a visinski rekord je preko 5000 metara. Padobran za jedrenje (Paraglajder) je letjelica kao i jedrilica, i isto kao zrakoplovno jedriličarstvo, padobransko jedrenje koristi sile vjetrova i termika kako bi se ostalo u zraku i išlo što više i dalje. Kada su uvjeti optimalni moguće je poletjeti s brdašca visine nekoliko desetaka metara a da se na kraju dostigne visina od preko 3000 m. Sve je moguće u ovom športu i granice se neprekidno pomiču. 2003. godine po prvi put grupa paraglajderista je poletjela s podnožja Mont Blanca (najviši vrh Europe) i nakon sat vremena leta svi su sletjeli na vrh planine. Postoje dvije vrste letenja: jedrenje na padini i letenje u termici. Jedrenje na padini ostvaruje se pod djelovanjem vjetra koji djeluje normalno (čelni vjetar) na padini i prati njenu konfiguraciju. Paraglajder se kreće paralelno praveći krugove, točnije osmice. Vjetar koji se odbija od padine potiskuje krilo paraglajdera i održava paraglajder na konstantnoj visini. Na ovaj način pilot može ostati u zraku sve dok na padini djeluje čeoni vjetar određene jačine. Jačina vjetra se kreće od 4 m/s do 9 m/s ovisno od same padine, vrste krila paraglajdera i znanja pilota paraglajdera. Letenje u termici dosta je složenije, a također i opasnije od prethodnog. Pod pojmom termika podrazumijeva se proces zagrijavanja sloja zraka uz tlo i njegovo dizanje na veće visine. Pošto se dijelovi zemlje razlikuju po svojoj građi i boji onda je očigledno kako intenzitet zagrijavanja nije isti, a samim time ni intenzitet dizanja toploga zraka. Prostor gdje je intenzitet dizanja toploga zraka veliki zove se stup, a prostor gdje dizanje toploga zraka postoji, ali nije velikog intenziteta u paraglajdingu se naziva balon. Piloti paraglajdera kako bi dostigli veću visinu traže termičke stupove i u njima kruže. Na taj način termički stup ih diže u visinu. Brzina dizanja može biti najčeće oko 3 m/s pa i do 20 m/s. Mjesta na kojima nastaju termički stupovi mogu se prepoznati tako da su teorijska znanja iz pojedinih oblasti meteorologije neophodna u ovom športu.

## Uvježbavanje
Uvježbavanje se vrši postupno i s manjih visina. Tako se učenik polako navikava na visinu i uči osnovne tehnike letenja. Visina se postupno povećava kako učenik napreduje. U praksi je moguće izvoditi prve visinske letove (par stotina metara) još tijekom prvog dana uvježbavanja ali poželjnije je postupnije uvježbavanje. Ipak uvijek postoji mogućnost da se prvi letovi izvedu u tandem paraglajderima koji imaju mogućnost da nose dvije osobe. To je najsigurniji način kako bi se s instruktorom doživio prvi let. Pored praktičnog dijela, uvježbavanje podrazumijeva i teorijski dio. Učenje aerodinamike i zrakoplovne meteorologije je sastavno dio uvježbavanja koji se odvija usporedo s praksom.
Prvi dio osnovnog tečaja podrazumijeva: upoznavanje s opremom, ovladavanje tehnikom kontrole kupole padobrana na zemlji, zatim slijedi prvi let u mirnim meteorološkim uvjetima. Naredni letovi imaju cilj uvježbavanja polijetanja i slijetanja. Sljedeći dio tečaja je padinsko jedrenje, gdje se koristi vertikalna komponenta vjetra na padini u cilju dobivanja na visini ili održavanja iste. Napredniji tečajevi, za iskusnije polaznike, podrazumijevaju jedrenje u termici, odnosno korištenje termičkih stupova za postizanje visine.